# Lauro Amadò
Lauro Amadò (Lugano, 3 maart 1912 - 6 juni 1971) is een voormalig Zwitsers voetballer die speelde als aanvaller.

## Carrière
Amadò speelde gedurende zijn carrière voor de Zwitserse ploegen FC Lugano, Servette en Grasshopper. Hij kwam aan 54 wedstrijden waarin hij 20 keer scoorde voor Zwitserland. Daar naast trainde hij ook nog FC Chiasso.

## Erelijst
- Grasshopper
  - Zwitsers Landskampioen: 1942, 1943, 1945
  - Zwitsers Landskampioen topscorer: 1943, 1947
  - Zwitserse voetbalbeker: 1941, 1942, 1943, 1947
- FC Lugano
  - Zwitsers Landskampioen: 1938
  - Zwitserse voetbalbeker: 1931
- Servette
  - Zwitsers Landskampioen: 1933